# Ibrahim Mohamed Solih
Ibrahim Mohamed Solih (tiếng Dhivehi: އިބްރާހީމް މުޙައްމަދު ޞާލިޙްގެ) sinh ngày 4 tháng 5 năm 1964 là một chính khách người Maldives và cũng là tổng thống của Maldives, được nhậm chức ngày 17 tháng 11 năm 2018, sau khi đánh bại đương nhiệm Abdulla Yameen vào năm 2018 trong đợt bầu cử tổng thống.
Ông lần đầu tiên được bầu vào quốc hội vào năm 1994, ở độ tuổi 30, là nghị sĩ từ đảo san hô của ông Faadhihpolhu (Lhaviyani). Solih đóng một vai trò hàng đầu trong sự hình thành của đảng Dân chủ Maldives (MDP)  và Phong trào Cải cách Chính trị Maldives từ năm 2003 đến năm 2008, dẫn đến nước này áp dụng một hiến pháp hiện đại mới và dân chủ đa đảng lần đầu tiên trong lịch sử của nó. Solih cũng là một thành viên cao cấp của quốc hội  và Majlis đặc biệt.

## Tiểu sử
Solih sinh ra tại đảo Hinnavaru và chuyển đến Male để học tập; ông đã sinh sống tại đây từ đó đến nay. Ông là một trong 13 đứa trẻ. Ông kết hôn với Fazna Ahmed và họ có một cô con gái tên là Sarah và một đứa con trai tên Yaman.
Solih là một trong những người bạn thân nhất của cựu Tổng thống Mohamed Nasheed, cũng là người anh em họ đầu tiên của vợ Fihna của Solih. Solih và Tổng thống Nasheed đóng một vai trò quan trọng trong việc thiết lập nền dân chủ đa đảng ở Maldives. Ibrahim Mohamed Solih là một nhân vật cao cấp trong đảng và lãnh đạo Nhóm Nghị viện đầu tiên của Đảng Dân chủ Maldives (MDP) vào năm 2009.

## Giáo dục và sự nghiệp kinh doanh
Solih học xong trung học tại trường Majeedhiyya, Male. Trong những ngày học của mình, anh là một sinh viên nổi tiếng và tham gia vào một số hoạt động của trường, đặc biệt là thể thao.

## Sự nghiệp chính trị và chiến dịch tổng thống 2018
Solih là lãnh đạo nhóm Nghị viện của Đảng Dân chủ Maldives (MDP) từ năm 2011.
Ông cũng từng là lãnh đạo của nhóm nghị viện chung kể từ khi liên minh đối lập được thành lập vào tháng 3 năm 2017.
Solih được chọn làm ứng viên tổng thống mới  cho liên minh các đảng đối lập tìm cách dập tắt Tổng thống đương nhiệm Abdulla Yameen trong cuộc bầu cử năm 2018, khi cựu tổng thống Mohamed Nasheed thay đổi ý định về việc chạy đua chức vụ này 
Solih tiếp tục khẳng định thắng lợi của Yameen, thắng cuộc bầu cử với 58,3% phiếu bầu và nhận được gần 38.500 phiếu bầu nhiều hơn đối thủ của mình. Trong cuộc tổng tuyển cử, nhiều nhà quan sát nước ngoài đã khẳng định rằng cuộc bầu cử có thể bị gian lận vì lợi ích của Yameen và do đó ông có khả năng giành được nhiệm kỳ thứ hai. Tuy nhiên, khi việc kiểm phiếu đã gần hoàn tất vào đêm bầu cử, Tổng thống Yameen đã giải quyết đất nước và thừa nhận cuộc bầu cử với Solih, chỉ một vài giờ sau khi sau này đã tuyên bố chiến thắng và kêu gọi tổng thống cho một sự chuyển tiếp hòa bình của quyền lực.